# Ludlams Hule
Ludlams Hule er en opera af C.E.F. Weyse til en libretto af Adam Oehlenschläger. Operaen fik premiere i København den 30. januar 1816.